# مجید خدوری
مجید خدوری (زاده ۲۷ سپتامبر ۱۹۰۹ در موصل – درگذشته ۲۵ ژانویه ۲۰۰۷ در پتوومک) محقق شرق‌شناس اهل عراق و استاد مطالعات خاورمیانه در دانشگاه جانز هاپکینز در آمریکا بود. او بنیانگذار Paul H. Nitze School of Advanced International Studies Middle East Studies می‌باشد و در سطح جهانی به عنوان یکی از برجسته‌ترین استادان در زمینه برخی از موضوعات اسلامی، تاریخ مدرن و سیاست خاورمیانه مورد احترام بود. 
مجید خدوری بیش از ۳۵ کتاب، و مقالات زیادی، به انگلیسی و عربی نوشته است.

## زندگی
خدوری در سال ۱۹۰۹ در موصل عراق به دنیا آمد. در سال ۱۹۲۸  پس از اتمام دبیرستان به لبنان و دانشگاه آمریکایی بیروت رفت و در ۱۹۳۲ مدرک لیسانس خود را دریافت کرد. در سال ۱۹۳۸ مدرک دکترای خود را در حقوق بین الملل و علوم سیاسی گرفت. از سال ۱۹۳۹ تا ۱۹۴۷ برای وزارت آموزش عراق و به عنوان استاد حقوق در دانشکده عالی معلمان کار کرد. در سال 1946 او یکی از اعضای اولین هیئت عراقی در سازمان ملل بود و به تدوین منشور سازمان کمک کرد.
او دو برادر به نام‌های خالد و دولل و دو خواهر متلا و خیریه داشت. او با ماجیه دواف که در سال ۱۹۷۲ درگذشت، ازدواج کرد و صاحب دو فرزند به نام‌های فرید خدوری و شیرین خدوری شد. 
او در ۲۵ ژانویه ۲۰۰۷ در یک مرکز مراقبتی در پوتوماک، مریلند درگذشت.

## آثار
- لیبی مدرن: مطالعه ای در توسعه سیاسی (ژوئن 1963)
- روندهای سیاسی در جهان عرب: نقش ایده ها و آرمان ها در سیاست (ژانویه 1970)
- معاصران عرب: نقش شخصیت ها در سیاست (ژوئن 1973)
- جنگ و صلح در حقوق اسلام (ژوئن 1977)
- عراق سوسیالیستی: مطالعه‌ای در سیاست عراق از سال 1968 (ژانویه 1978)
- عراق مستقل، ۱۹۳۲-۱۹۵۸ مطالعه‌ای در سیاست عراق (ژوئن 1980)
- شخصیت‌های سیاسی عرب  (آوریل 1981)
- خاستگاه و توسعه حقوق اسلامی (ویراستار هربرت جی. لیبسنی) (اکتبر 1982)
- روندهای سیاسی در جهان عرب: نقش ایده ها و آرمان ها (ژوئن 1983)
- کشورهای عرب خلیج فارس: گام‌هایی به سوی مشارکت سیاسی (با جان پیترسون) (فوریه 1988)
- ریشه‌ها و پیامدهای درگیری عراق و ایران (مه 1988)
- جنگ عراق و کویت و پیامدهای آن (با ادموند غریب) (اوت 2001)
- مفهوم اسلامی عدالت (فوریه 2002)